# Inofficiella Europamästerskapet i bandy 2014
Inofficiella Europamästerskapet i bandy 2014 var det andra europamästerskapet och det avgjordes i Davos, Schweiz.

## Information
Den 6 januari 2014 spelades ett inofficiellt EM i Davos, Schweiz för att fira 100-årsjubileet av Europamästerskapet i bandy 1913 och för att arrangören Federation of International Bandy ville sprida sporten mer i Europa. Under nästan tre års tid hade Anders Sjöberg, Schweiz Bandyförbund, och Lars Wennerholm från det svenska och 
internationella jobbat för att få till turneringen. Matcherna spelades på Eisstadion Davos i Davos på fullstor plan, matchtiden för de fyra första matchern var 2x25 min och för de två avslutande 2x30.

## Deltagande nationer
- Nederländerna
- Tjeckien
- Tyskland
- Ungern

## Matcher
| Datum          | Tid UTC+1 | Match                    | Resultat | Arena            |
| -------------- | --------- | ------------------------ | -------- | ---------------- |
| 6 januari 2014 | 09:00     | Ungern – Tyskland        | 7-2      | Eisstadion Davos |
| 6 januari 2014 | 10:15     | Tjeckien – Nederländerna | 1-4      | Eisstadion Davos |
| 6 januari 2014 | 12:00     | Tjeckien – Ungern        | 4-10     | Eisstadion Davos |
| 6 januari 2014 | 13:15     | Tyskland – Nederländerna | 0-5      | Eisstadion Davos |
| 6 januari 2014 | 15:30     | Tyskland – Tjeckien      | 4-9      | Eisstadion Davos |
| 6 januari 2014 | 17:00     | Ungern – Nederländerna   | 1-3      | Eisstadion Davos |

## Tabell
En seger gav två poäng, oavgjort gav en poäng och förlust gav inga poäng.
| Nr | Lag           | S | V | O | F | GM | IM | MS  | P |
| -- | ------------- | - | - | - | - | -- | -- | --- | - |
| 1  | Nederländerna | 3 | 3 | 0 | 0 | 12 | 2  | +10 | 6 |
| 2  | Ungern        | 3 | 2 | 0 | 1 | 18 | 9  | +9  | 4 |
| 3  | Tjeckien      | 3 | 1 | 0 | 2 | 14 | 18 | −4  | 2 |
| 4  | Tyskland      | 3 | 0 | 0 | 3 | 6  | 22 | −16 | 0 |

(Tabellen uppdaterad 6 januari 2014)